# PHC3
PHC3‏ (Polyhomeotic homolog 3) هوَ بروتين يُشَفر بواسطة جين PHC3 في الإنسان.